# Providenciales
Providenciales é uma ilha das Ilhas Turcas e Caicos. Possui uma área de 98 km² (terceira maior ilha do território, pertencente ao Reino Unido) e uma população de 23.769 habitantes (censo de 2012), sendo a ilha mais populosa do arquipélago.
A ilha, que não tem transporte público, é atendida pelo Aeroporto Internacional de Providenciales, que opera voos diários para Estados Unidos, Canadá e Reino Unido. Em seu território, destaca-se a praia de Grace Bay, e também merecem destaque Chalk Sound, Sapodilla Bay e Long Bay.
Providenciales foi eleita pelo site de viagens TripAdvisor como o melhor destino turístico do mundo em 2011.